# Graben-Neudorf
Graben-Neudorf település Németországban, azon belül Baden-Württembergben. Lakosainak száma 12 688 fő (2023. december 31.).

## Népesség
A település népessége az elmúlt években az alábbi módon változott:
| Lakosok száma | 7268 | 8121 | 8719 | 9049 | 9396 | 10 702 | 11 160 | 11 668 | 11 582 | 12 688 |
|               | 1961 | 1967 | 1974 | 1980 | 1987 | 1993   | 2000   | 2006   | 2013   | 2023   |